# プロピルチオウラシル
プロピルチオウラシル（Propylthiouracil:略記PTU、別名：6-n-propylthiouracil:略記PROP）は、チオウラシル誘導体の一つで、甲状腺で産生される甲状腺ホルモンの量を減少させる事により甲状腺機能亢進症（バセドウ病を含む）の治療に用いられる。プロピルチオウラシルの重大な副作用として、無顆粒球症や再生不良性貧血がある。
2009年6月、アメリカ食品医薬品局(FDA)はプロピルチオウラシル投与後の肝不全と死亡例を含む肝障害について警告を発表した。その結果、プロピルチオウラシルは成人および小児の抗甲状腺治療の第一選択薬として推奨されなくなった。
WHO必須医薬品モデル・リストに収載されている。世界保健機関 (WHO) の下部組織によるIARC発がん性リスク一覧のグループ2に属する。ヒトに対する発癌性の限られた証拠、動物実験での十分な証拠がある。

## 開発の経緯
米国では1947年に承認された。日本では1967年8月に承認された。

## 作用機序
プロピルチオウラシルは甲状腺ホルモンを合成するヨウ化物ペルオキシダーゼを阻害する。ヨウ化物ペルオキシダーゼはヨウ化物イオン（I−）をヨウ素（I0）に酸化してサイログロブリンのチロシン残基をヨウ素化している。この過程は甲状腺ホルモン（T4）の合成に必須の過程である。
プロピルチオウラシルは濾胞細胞の側底膜に存在するナトリウム依存性ヨウ素輸送体を阻害しない。この輸送体は過塩素酸塩およびチオシアン酸塩などで競合的に阻害される。
プロピルチオウラシルはデヨージナーゼを阻害し、T4からより活性の強いT3への変換を妨げる。これはチアマゾールがデヨージナーゼを阻害しないことと対照的と言える。

## 薬物動態
経口投与されると、血中濃度は1時間以内に最高に達し、甲状腺に積極的に集積される。血中では約7割が蛋白質に吸着しており、生理的pHではイオン化している。一方でチアマゾールは大部分が遊離型で存在する。血中半減期は1時間であり甲状腺機能の状態によらない。甲状腺内での濃度の観点から投与間隔は8時間かそれ以上がよい。排泄は未変化体が10%未満で、他は肝臓で代謝されてグルクロン酸抱合体となる。
プロピルチオウラシルもチアマゾールも胎盤を通過する。
患者の個人差があるが、甲状腺機能が正常化するには2〜4ヶ月を要する。

## 副作用
添付文書に記載されている重大な副作用は、無顆粒球症、白血球減少、再生不良性貧血、低プロトロンビン血症、第VII因子欠乏症、血小板減少、血小板減少性紫斑病、劇症肝炎、黄疸、SLE様症状（発熱、紅斑、筋肉痛、関節痛、リンパ節腫脹、脾腫等）、間質性肺炎、抗好中球細胞質抗体（ANCA）関連血管炎症候群、アナフィラキシー、薬剤性過敏症症候群であるが、全て頻度不明である。
無顆粒球症の症状は全身倦怠感と発熱を伴う咽喉、消化管、皮膚の感染である。血小板は血液の凝固に重要であり、減少すると、出血過多を起こす。患者が繰り返し咽頭痛を訴えた場合は副作用を疑い投与を中止すべきである。
命に関わるより重大な副作用は突然の重篤な劇症肝炎であり、死亡する例や肝移植が必要となる例もある。発生率は最大で1⁄10,000程度である。無顆粒球症が治療開始後3ヶ月以内に起こることが多いのに対し、劇症肝炎は治療中何時でも発生しうる。
添付文書に記載される他の副作用は、AST（GOT）上昇、ALT（GPT）上昇、脱毛、色素沈着、そう痒感、紅斑、悪心・嘔吐、下痢、食欲不振、頭痛、眩暈、末梢神経異常、発疹、蕁麻疹、発熱、CK（CPK）上昇、腓返り、筋肉痛、けん怠感、リンパ節腫脹、関節痛、唾液腺肥大、浮腫、味覚異常（苦味、味覚減退等）等であるがどれも頻度不明である。

## 妊婦に対する使用
プロピルチオウラシルは、胎児危険度分類のDに分類されている。Dは、ヒト胎児への明確な危険がある薬剤である。妊婦の命に関わり投与の利益が胎児への危険性を上回る場合にのみ投与すべきである。プロピルチオウラシルは妊娠第一期の妊婦または妊娠最初期の女性においてのみ、チアマゾール（同じくD）より良いとされる。胎児の重要な器官形成期においてチアマゾールが催奇形性を引き起こすからである。妊娠第二期および第三期ではチアマゾールの奇形リスクは減少するので、プロピルチオウラシルの母体への肝障害リスクを考慮すると、チアマゾールの方が推奨される。
プロピルチオウラシルを妊娠末期に服用すると、経胎盤的に胎児に軽度の甲状腺機能低下症が発生する。これは通常、治療せずとも数日間で消失する。甲状腺機能低下状態は、新生児の甲状腺腫として見られ、児の脳下垂体からの甲状腺刺激ホルモンを増加させる。児の甲状腺腫は報告の約12%に見られる。